# Джордж, Александр (политолог)
Александр Джордж (англ. Alexander L. George; 31 мая 1920, Чикаго — 16 августа 2006, Сиэтл) — американский политолог. Доктор, профессор Стэнфордского университета, член Американского философского общества (2000).
Его родители были ассирийцами, эмигрировавшими в США из Урмии (северо-запад Ирана). Образование получил в Чикагском университете (бакалавр, магистр, доктор, 1958).

## Награды и отличия
- 1975 год — Бэнкрофт премия (Колумбийский университет) — за книгу «Сдерживание в американской внешней политике: теория и практика» .
- 1983 год — Стипендия Фонда Маккартура.
- 1997 год — награда Национальной академии США за исследования, имеющее отношения к предотвращению ядерной войны.
- 1998 год — Премия Юхана Шютте в политических науках.

## Книги
- Вудро Вильсон и полковник Хаус: исследование личности. 1964. (в соавторстве).
- Китайская коммунистическая армия в действии: корейская война и её последствия. 1969.
- Американская внешняя политика. 1974. (в соавторстве).
- Соперничество США и СССР: проблемы предотвращения кризисов. 1983.
- Американо-советские сотрудничество в области безопасности: достижения, неудачи, уроки. 1988. (в соавторстве).
- Как избежать войны: проблемы антикризисного управления. 1991. (в соавторстве).
- Пределы дипломатического принуждения. 1994. (в соавторстве).